# Oscillazione antartica

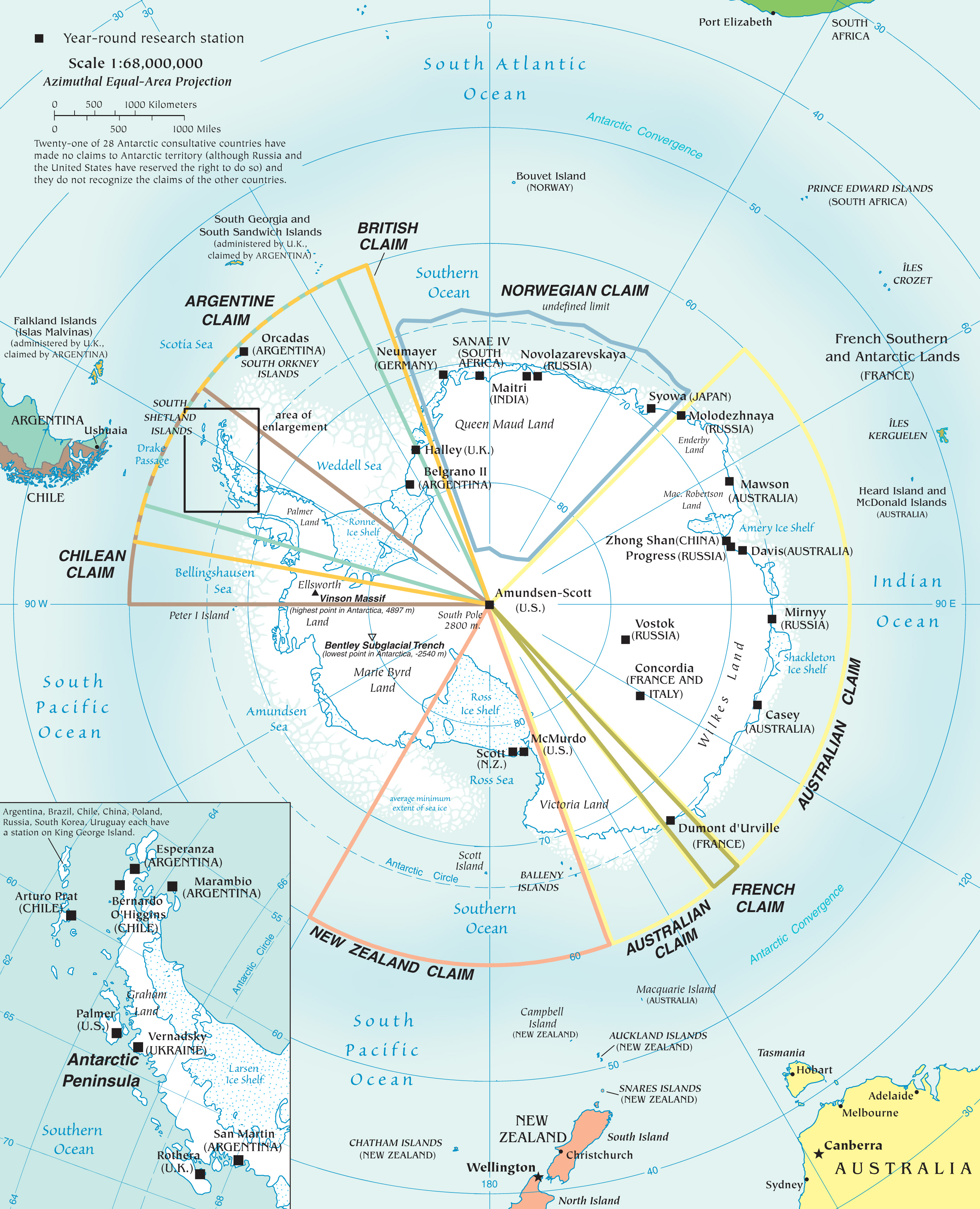
La Modalità Anulare Meridionale è solitamente definita come la differenza nella pressione atmosferica media zonale al livello del mare a 40°S (medie latitudini) e 65°S (Antartide).

L'oscillazione antartica (AAO, Antarctic oscillation, per distinguerla dall'oscillazione artica o AO), nota anche come modalità anulare meridionale (SAM, Southern Annular Mode), è una modalità di variabilità atmosferica a bassa frequenza presente nell'emisfero australe, definita come una fascia di forti venti occidentali o di bassa pressione che circonda l'Antartide e che si sposta verso nord o verso sud.
Costituisce un fattore climatico significativo per l'Australia, influenzandone le condizioni meteorologiche: è infatti associata a tempeste e fronti freddi che si spostano da ovest a est, portando precipitazioni nella regione meridionale del paese.

## Fasi

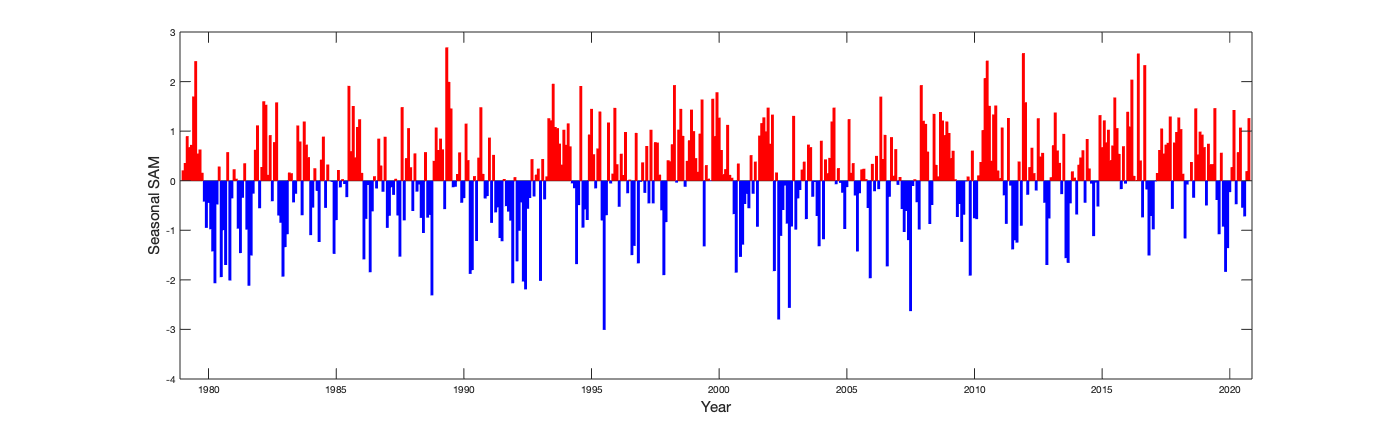
SAM dal 1979 al 2020.

Sia gli eventi SAM positivi che quelli negativi tendono a durare approssimativamente dai dieci giorni alle due settimane, anche se l'intervallo di tempo tra un evento positivo e uno negativo è casuale. Quest'ultimo di solito ha una durata variabile da una settimana a qualche mese, con una SAM negativa più comune nei mesi freddi e una SAM positiva più prolungata nei mesi più caldi. I venti associati all'oscillazione antartica provocano la risalita delle acque profonde circumpolari calde lungo la piattaforma continentale antartica, fenomeno che è stato collegato allo scioglimento basale della piattaforma di ghiaccio. Tale meccanismo causato dal vento potrebbe destabilizzare ampie porzioni della calotta glaciale antartica.

### Fase positiva
Nella sua fase positiva, la fascia dei venti occidentali che guida la corrente circumpolare antartica si intensifica e si contrae verso l’Antartide. Durante l'inverno, la fase positiva aumenta le precipitazioni nell'Australia sudorientale (fin sopra lo stato di Victoria) a causa di maggiori flussi d'aria umida provenienti dall'Oceano Pacifico. Allo stesso tempo, diminuisce la pioggia nel sud-ovest e riduce le precipitazioni nevose nelle aree alpine australiane. In primavera e in estate, la fase positiva riduce le probabilità di caldo estremo e aumenta i flussi umidi sulla terraferma, rendendo quindi la primavera e l’estate più umide del normale. La fase positiva si verifica più frequentemente in corrispondenza dell'evento noto come La Niña.

### Fase negativa

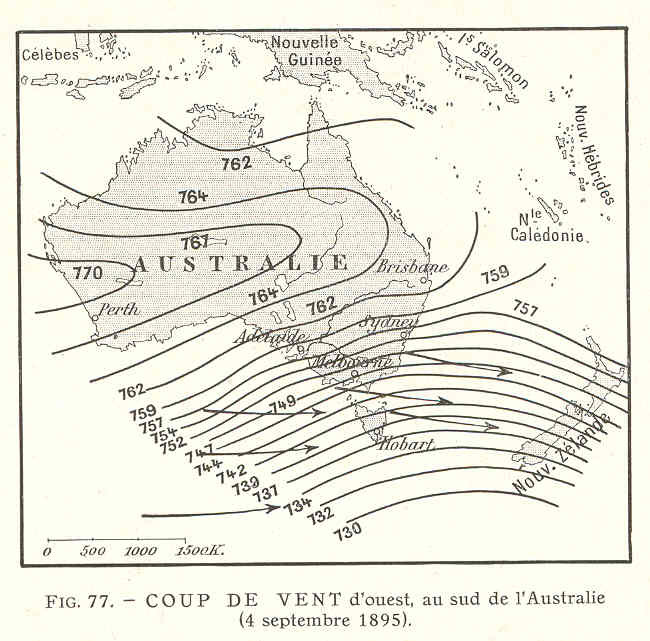
L'oscillazione durante la sua fase negativa, mentre si espande verso l'Australia sudorientale.

Durante la fase negativa, la fascia dei venti occidentali si sposta verso l'equatore, riducendo così le precipitazioni nel sud-est dell'Australia durante l'estate e aumentando la possibilità di ondate di calore in primavera. Durante l'inverno, solitamente si verificano piogge più abbondanti del normale nelle regioni meridionali e sud-occidentali, con maggiori nevicate nelle aree alpine, mentre lungo la costa orientale l'inverno è più secco a causa della debolezza dei flussi d'aria umida provenienti da est e a causa della presenza della Grande Catena Divisoria, che funge da ombra pluviometrica. La fase negativa si verifica più frequentemente in corrispondenza di El Niño.

## Ricerca
Nel 2014 è stata ricostruita la storia dell'oscillazione antartica degli ultimi mille anni, a partire dall'analisi di carote di ghiaccio e ricostruzioni della crescita degli alberi. I risultati di tale ricerca suggeriscono che dall'inizio del XXI secolo l'oscillazione si trovi nella fase positiva più estrema dell'ultimo millennio, e che tali tendenze siano attribuibili all’aumento dei livelli di gas serra e alla riduzione dell’ozono stratosferico.